# Площадь Андрея Первозванного
Площадь Андре́я Первозва́нного — площадь в Печерском районе Киева.
Расположена на пересечении Парковой дороги, Днепровского спуска и Аллеи Героев Крут. Как безымянная площадь существовала ещё со 2-й половины ХІХ столетия. Нынешнее название — с 2001 года. В том же году площадь украсил памятник Апостолу Андрею Первозванному и часовня Святого Андрея.

## Транспорт
- Станция метро «Арсенальная» (1,1 км)

## Почтовый индекс
01008